# Collars and Cuffs
Collars and Cuffs é um filme de comédia mudo produzido nos Estados Unidos em 1923, dirigido por George Jeske e com atuação de Stan Laurel.